# Grabovica (pritoka Golijske Moravice)
Posle Moravice Grabovica je najveća reka na području Prilika. Izvire ispod Mučnja (1534 m) i teče prema istoku, gde prima Brezovačku reku, a potom menja pravac i teče prema severoistoku. U nju se uliva i Klepanski potok, koji izvire ispod Vodnica. Na 5 km od ušća probija se kroz Jevačke stene i uliva se u Moravicu kod Petakovića kuća.

## Izgradnja mosta preko Grabovice na putu Prilike-Ivanjica
Na Grabovici, u blizini ušća u Moravicu, u Dubravi, izgrađen je drveni most koji je služio za saobraćaj do 1952. godine. Zbog dotrajalosti, izgrađen je novi. Investitor je bila Narodna Republika Srbija, koja je obezbedila izradu projekta armirano-betonskiog mosta. 

Radovi su otpočeli u jesen 1952. U toku te zime prekinuti i nastavljeni u proleće. Most je završen u junu 1953. Sve radove je izveo građevinski preduzimač Bogić Joković iz Dragačeva koji je angažovao potreban broj stručnih radnika. Stručan nadzor na kvalitetu izvedenih radova vodili su Sekula Ćaldović iz Užica i Živorad Aleksić iz Ivanjice. U to vreme putari su bili i Ranisav D. Pajović i Milomir D. Petković iz Dubrave.